# وقت آواز
وقت آواز (به هندی: Waqt Ki Awaz) فیلمی محصول سال ۱۹۸۸ که در این فیلم هنرمند مشهور و خوشتیپ بالیوود mithun da میتون چاکرابورتی، سری دوی، گلشن گروور، قادرخان، آسرانی، نیلم کوتهاری ایفای نقش کرده‌اند.